# Trouble in Sundown
Trouble in Sundown is een Amerikaanse western uit 1939 geregisseerd door David Howard. Geschreven door Charles F. Royal, Oliver Drake, Dorell McGowan en Stuart McGown. De film kwam op 24 maart 1939 uit en was geproduceerd en gedistribueerd door RKO Radio Pictures.

## Rolverdeling
| Acteur            | Personage                           |
| ----------------- | ----------------------------------- |
| George O'Brien    | Clint Bradford                      |
| Rosalind Keith    | June Cameron                        |
| Ray Whitley       | Andy                                |
| Chill Wills       | Whopper                             |
| Ward Bond         | Dusty                               |
| Cy Kendall        | Ross Daggett (als Cyrus W. Kendall) |
| Howard C. Hickman | John Cameron (als Howard Hickman)   |
| Monte Montague    | Tex                                 |
| John Dilson       | Edward Simmons                      |
| Otta Yamaoka      | Foo Yung                            |